# Высоцкая волость (Московская губерния)
Высоцкая волость — административно-территориальная единица в составе Коломенского уезда (по доекатерининскому административно-территориальному делению), располагалась на северо-востоке уезда. Центр — село Высокое (ныне — Егорьевск). До 1561 года — чёрная, затем пожалована Иваном Грозным Чудову монастырю. Просуществовала до XVIII века, когда была объединена с Крутинской и Холмовской волостями в Холмовский стан. На территории волости с середины XVI в. существовал торжок, куда съезжались крестьяне окрестных волостей.

## Поселения
На территории Высоцкой волости располагались следующие населенные пункты (ныне входят в состав Егорьевского района Московской области):
- Абрютково
- Акатово
- Артемовская
- Бруски
- Великий Край
- Высокое
- Гавриловская
- Голубевая
- Ефремовская
- Жучата
- Исаевская
- Клеменово
- Корниловская
- Коробята
- Костино
- Кудиновская
- Курбатиха
- Лосево
- Мартыновская
- Некрасово
- Овчагино
- Орлы
- Пантелеево
- Подлужье
- Поминово
- Рыжево
- Саввино
- Селиваниха
- Семеновская
- Синевая
- Теребенки
- Титовская
- Федякино
- Фирстово
- Хохлево